# Габријеле Хуемер
 Габријеле Хуемер (18. март 1964) је аустријска параолимпијска скијашица. Представљала је Аустрију у параолимпијском алпском скијању на Зимским параолимпијским играма 1994. и Зимским параолимпијским играма 2002. године . Освојила је пет медаља: две златне, две сребрне и једну бронзану.

## Каријера
На Зимским параолимпијским играма 1994. у Лилехамеру, Норвешка, Хуемер се такмичила у две дисциплине у алпском скијању, освојивши злато у супервелеслалому Б1-2, са временом 1:18.89, и сребро у велеслалому, Б1-2. (са временом 2:52,48 пласирала се иза сународнице Елизабет Келнер за 2:50,31).
На Зимским параолимпијским играма 2002. у Солт Лејк Ситију, Хуемер је освојила злато у слалому Б2-3, са временом 1:50.74), сребро у супервелеслалому Б2-3, и бронзу у спусту  Б2-3 . Такмичила се и у велеслалому Б2-3, где није завршила.